# 1330 Avenue of the Americas
1330 Avenue of the Americas, går även under namnen AB Company Building, ITT Building och Financial Times Building, är en skyskrapa som ligger utmed gatan Avenue of the Americas/Sixth Avenue på Manhattan i New York, New York i USA.
Byggnaden uppfördes 1965 som en fastighet för kontorsverksamhet. Den är 151 meter hög och har 41 våningar.